# Józef Krzyżanowski (urzędnik ziemski)
Józef Krzyżanowski herbu Świnka – cześnik poznański w 1792 roku, łowczy poznański w 1790 roku, skarbnik poznański w 1776 roku, poseł województwa kaliskiego na Sejm Czteroletni w 1790 roku, członek Zgromadzenia Przyjaciół Konstytucji Rządowej, delegat województw wielkopolskich do konfederacji generalnej targowickiej, konsyliarz województwa poznańskiego w konfederacji targowickiej 1792 roku.
Deputat województwa poznańskiego na Trybunału Głównego Koronnego w Piotrkowie w 1782 roku.